# Metall del bloc p
Els elements metàl·lics situats a la taula periòdica, juntament amb els metal·loides (o semimetalls), dins del bloc p es distingixen dels metalls d'altres blocs de la taula; en alguns casos són denominats «altres metalls». Tendeixen a ser blans i a tenir punts de fusió baixos.
Aquests elements són:
- Alumini
- Gal·li
- Indi
- Estany
- Tal·li
- Plom
- Bismut

Encara que la divisió entre metalls i no metalls pot variar.
Els elements amb nombre atòmic des del 113 al 116 poden incloure's en aquest grup, però no hi solen ser considerats. Aquests elements tenen un nom sistemàtic